# Stephen Leigh

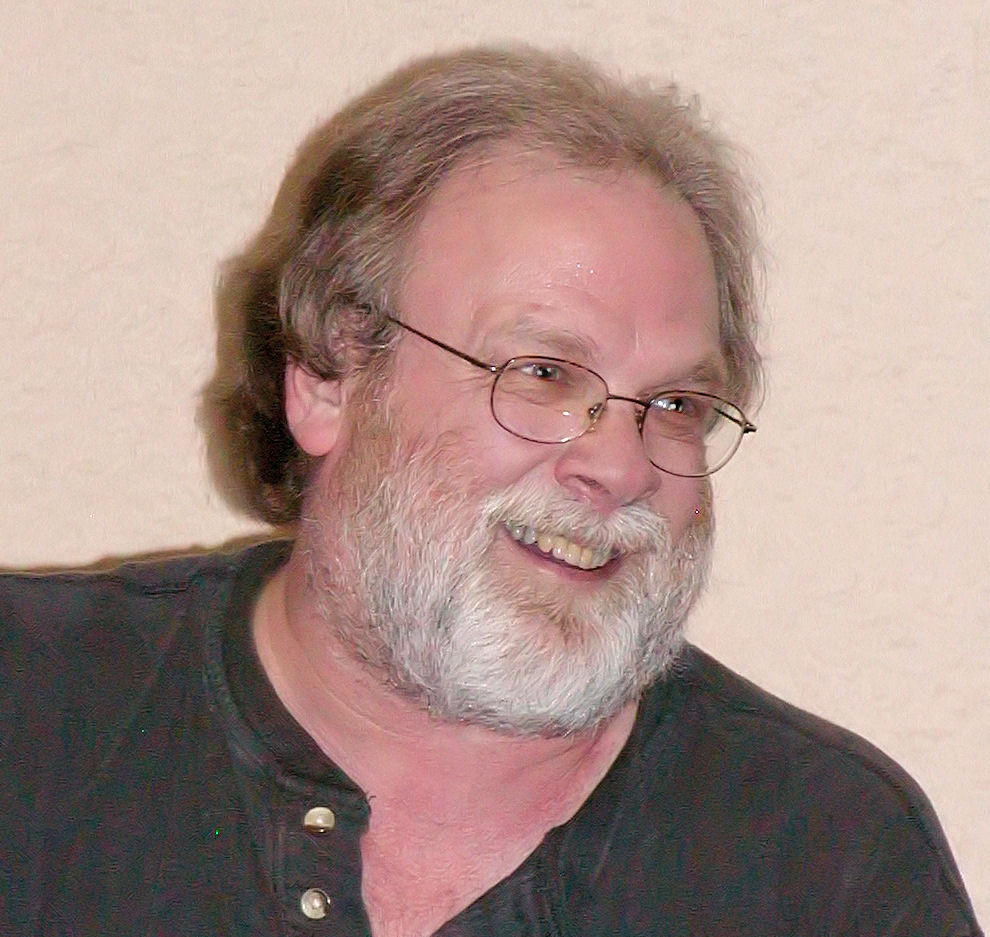
Stephen Lee, 2008

Stephen Walter Leigh (* 27. Februar 1951 in Cincinnati) ist ein US-amerikanischer Science-Fiction- und Fantasy-Schriftsteller, Künstler und Musiker.

## Biografie
Stephen Leigh lebt in seiner Geburtsstadt, spielt Gitarre und singt in der Band Toast. Er arbeitet auch als Dozent an der Northern Kentucky University und unterrichtet kreatives Schreiben. Er hat seine Schriften als Stephen Leigh, S. L. Farrell und einmal als Matthew Farrell veröffentlicht. Neben seinen Romanen verfasste er eine Menge Kurzgeschichten und einige wenige Essays.

## Ehrungen
Leighs Roman Dark Water's Embrace wurde 1999 mit dem Gaylactic Spectrum Award ausgezeichnet und war in diesem Jahr  für den James Tiptree, Jr. Award nominiert. Speaking Stones war ebenfalls für den Tiptree Award nominiert. Sein erster Roman Slow Fall to Dawn war unter den Top Ten für den Locus Award als bester Erstlingsroman. Als Ehrengast bei der 43. Bubonicon wurde Leigh für MTV Geek Coverage über die Arbeit an der Wild-Cards-Serie interviewt. Zu seinen Ehren fand vom 11. bis 13. April 2008 in Minneapolis eine spezielle One-Shot-Tagung mit dem Namen Applecon statt. Der Kongress listete als Ehrengast der Musik Stephen Leigh, Ehrengast der Schriftsteller S.L. Farrell, Künstler Ehrengast Sleigh, Fan Ehrengast Steve auf. Alles Namen und Pseudonyme von Stephen Leigh.

## Bibliografie

### Romane

#### Neweden / Hoorka
- Slow Fall to Dawn, Bantam Books 1981, ISBN 0-553-14902-4
- Dance of the Hag, Bantam Books 1983, ISBN 0-553-23034-4
- A Quiet of Stone, Bantam Books 1984, ISBN 0-553-23893-0

#### Ray Bradbury Presents
- Dinosaur World, AvoNova 1992, ISBN 0-380-76277-3
- Dinosaur Planet, AvoNova 1993, ISBN 0-380-76278-1
- Dinosaur Samurai, AvoNova 1993, ISBN 0-380-76279-X (mit John J. Miller)
- Dinosaur Warriors, AvoNova 1994, ISBN 0-380-76280-3
- Dinosaur Empire, AvoNova 1995, ISBN 0-380-76282-X (mit John J. Miller)
- Dinosaur Conquest, AvoNova 1995, ISBN 0-380-76283-8

#### Mictlan
- Dark Water's Embrace, Avon Eos 1998, ISBN 0-380-79478-0
- Speaking Stones, Avon Eos 1999, ISBN 0-380-79914-6

#### Nessantico Cycle
(als S. L. Farrell)
- A Magic of Twilight, DAW Books 2008, ISBN 978-0-7564-0466-6
- A Magic of Nightfall, DAW Books 2009, ISBN 978-0-7564-0539-7
- A Magic of Dawn, DAW Books 2010, ISBN 978-0-7564-0597-7

#### The Cloudmages
(als S. L. Farrell)
- Holder of Lightning, DAW Books 2003, ISBN 0-7564-0130-5
- Mage of Clouds, DAW Books 2004, ISBN 0-7564-0169-0
- Heir of Stone, DAW Books 2005, ISBN 0-7564-0254-9

#### The Sunpath Cycle
- A Fading Sun, DAW Books 2017, ISBN 978-0-7564-1121-3
- A Rising Moon, DAW Books 2018, ISBN 978-0-7564-1120-6

#### Wild Cards
Leigh trug eine große Anzahl an Kurzgeschichten zu den Anthologien der Wild Cards-Serie bei. An den folgenden Ausgaben war er beteiligt.
- Wild Cards, Bantam Spectra 1987, ISBN 0-553-26190-8
  - Asse und Joker, Heyne 1996, Übersetzer Christian Jentzsch, ISBN 3-453-10926-0
- Aces Abroad, Bantam Spectra 1988, ISBN 0-553-27628-X
  - Asse im Einsatz, Heyne 1997, Übersetzer Christian Jentzsch, ISBN 3-453-12665-3
- Down and Dirty, Bantam Spectra 1988, ISBN 0-553-27463-5
- Ace in the Hole, Bantam Spectra 1990, ISBN 0-553-28253-0
  - Terror und Dr. Tachyon, Heyne 1999, Übersetzer Christian Jentzsch, ISBN 3-453-14910-6
  - Ein As in der Hinterhand, Heyne 1999, Übersetzer Christian Jentzsch, ISBN 3-453-15642-0
- Dealer's Choice, Bantam Spectra 1992, ISBN 0-553-29161-0
- Black Trump, Baen 1995, ISBN 0-671-87679-1
  - Konzert für Sirenen und Serotonin, Heyne 1998, Übersetzer Christian Jentzsch, ISBN 3-453-14001-X
- One-Eyed Jacks, Bantam Spectra 1991, ISBN 0-553-28852-0
- Jokertown Shuffle, Bantam Spectra 1991, ISBN 0-553-29174-2
- Card Sharks, Baen 1993, ISBN 0-671-72159-3
- Marked Cards, Baen 1994, ISBN 0-671-72212-3
- Inside Straight, Tor 2008, ISBN 978-0-7653-1781-0
  - Das Spiel der Spiele, Penhaligon Penhaligon 2014, Übersetzer Simon Weinert, ISBN 978-3-7645-3127-0
- Busted Flush, Tor 2008, ISBN 978-0-7653-1782-7
  - Der Sieg der Verlierer, Penhaligon 2015, Übersetzer Simon Weinert, ISBN 978-3-7645-3129-4
- Suicide Kings, Tor 2009, ISBN 978-0-7653-1783-4
  - Der höchste Einsatz, Penhaligon 2016, Übersetzer Simon Weinert, ISBN 978-3-7645-3130-0
- Fort Freak, Tor 2011, ISBN 978-0-7653-2570-9
  - Die Cops von Jokertown, Penhaligon 2018, Übersetzer Simon Weinert, ISBN 978-3-7645-3214-7
- High Stakes, Tor 2016, ISBN 978-0-7653-3562-3
  - Die Hexe von Jokertown, Penhaligon 2019, Übersetzer Simon Weinert, ISBN 978-3-7645-3222-2
- The Atonement Tango, Tor 2017, ISBN 978-0-7653-9245-9
- Mississippi Roll, Tor 2017, ISBN 978-0-7653-9052-3

#### Einzelromane
- The Bones of God, Avon 1986, ISBN  0-380-89961-2
- The Crystal Memory, Avon 1987, ISBN 0-380-89960-4
- The Secret of the Lona, Ace Books 1988, ISBN 0-441-15672-X
- Changeling, Ace Books 1989, ISBN 0-441-73127-9
- The Abraxas Marvel Circus, Roc / New American Library 1990, ISBN 0-451-45009-4
- Alien Tongue, Bantam Spectra 1991, ISBN 0-553-28875-X
- Thunder Rift, Eos / HarperCollins 2001, ISBN 0-380-79915-4 (als Matthew Farrell)
- The Woods, Phoenix Pick 2012, ISBN 978-1-61242-096-7
- Immortal Muse, DAW Books 2014, ISBN 978-0-7564-0956-2
- The Crow of Connemara, DAW Books 2015, ISBN 978-0-7564-0937-1